# Armadura lamelar

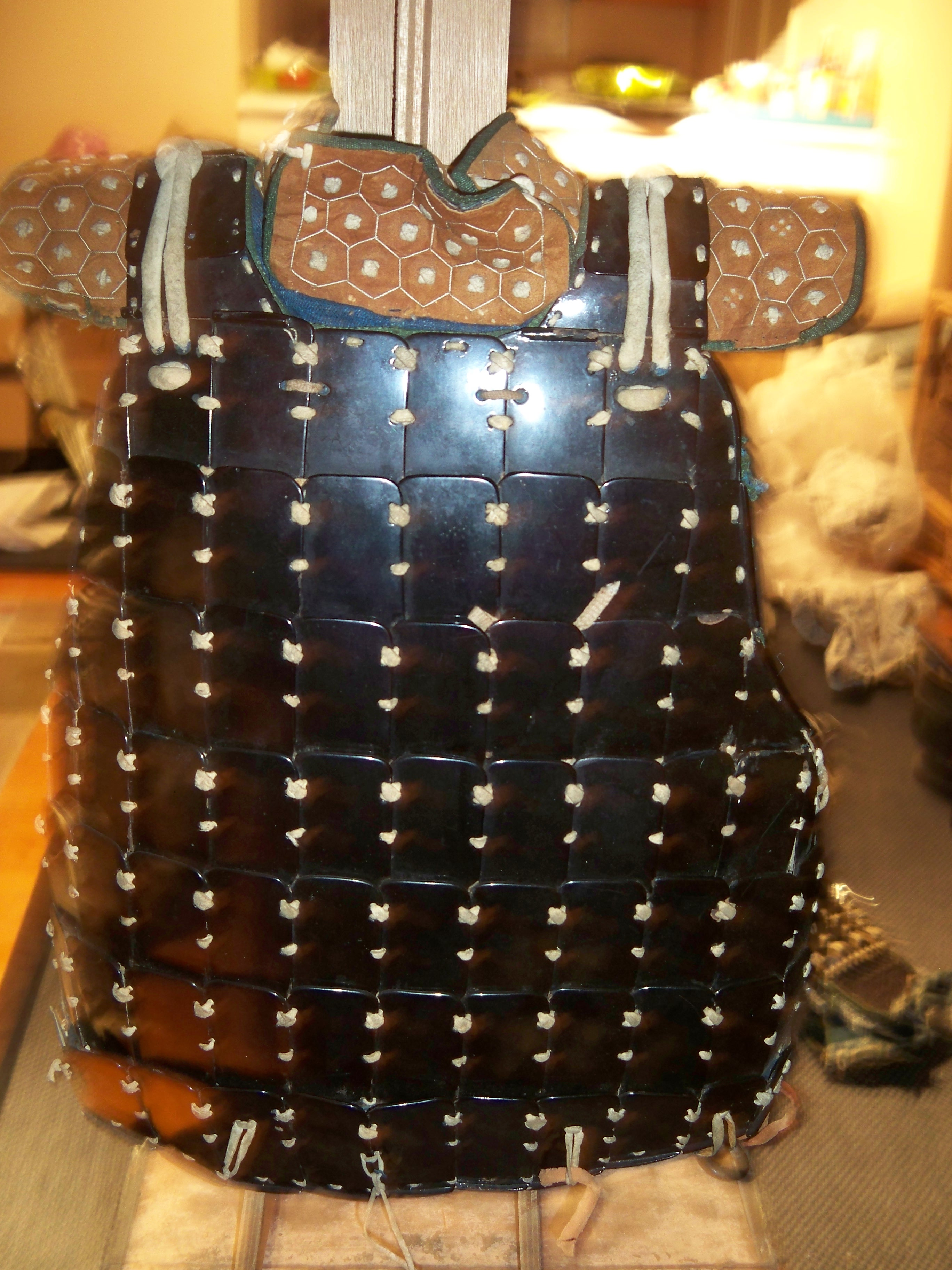
Couraça lamelar japonesa do período Edo (séculos XVII a XIX)

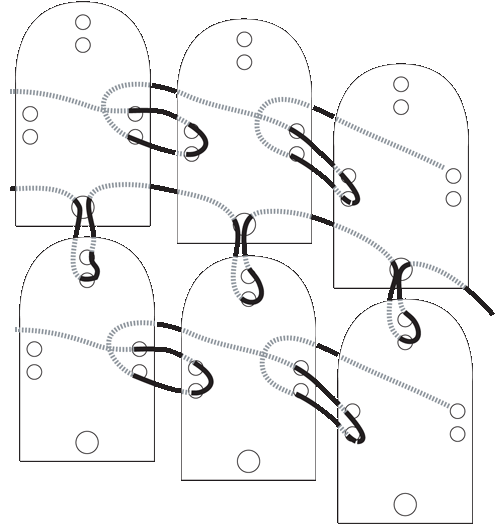
Exemplo de atadura usada nas armaduras lamelares para prender as peças (lamelas) umas às outras

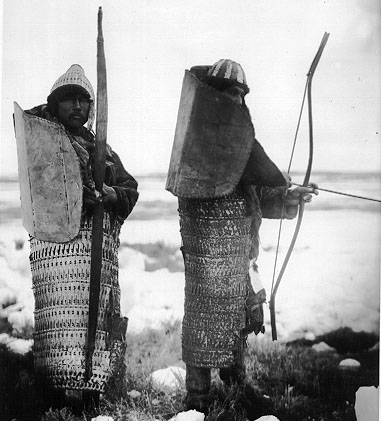
Guerreiros coriacos da Sibéria com armaduras lamelares fotografados em 1900-1901

A armadura lamelar foi um dos três tipos primitivos de armaduras corporais, feitas com pequenas placas retangulares ou aproximadamente retangulares atados em filas horizontais. Os outros tipos eram a armadura de escamas e a armadura laminar. A armadura lamelar foi usada em vários períodos da história na Europa Oriental, no Médio Oriente e em muitos locais da Ásia, incluindo a China, o Japão, a Mongólia e o Tibete.

## Descrição
A armadura lamelar é feita com centenas de pequenos retângulos ("lamelas") de ferro, couro (geralmente cru) ou bronze, atados em filas horizontais com o comprimento adequado para confecionar cada uma das peças particulares da armadura. Quando as lamelas são de couro podem ser endurecidas por um processo de cuir bouilli (um termo francês que significa "couro cozido") ou "lacagem".[a] As filas das armaduras lamelares são semelhantes às armaduras de escamas, mas ao contrário destas por não necessitarem de pano ou couro para segurar as lamelas e estas serem pregadas em muito mais sítios. A armadura lamelar acabou por superar em popularidade a armadura de escamas, pois restringia muito menos os movimentos.

## Uso e história

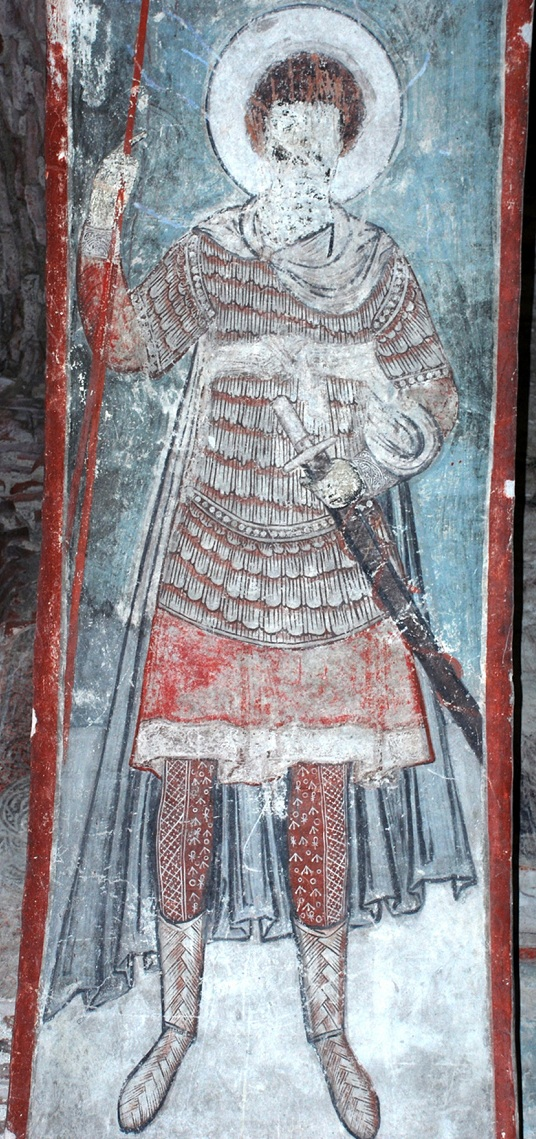
Um afresco do Mosteiro Timotesubani, na Geórgia, retratando um guerreiro vestindo armadura lamelar.

Era frequente usar a armadura lamelar como reforço de outra armadura, como por exemplo sobre um hauberk (camisas de cota de malha). As couraças lamelares era especialmente populares entre os bárbaros Rus', e também como Mongóis, Turcos, Ávaros e outros povos das estepes, pois era simples de fazer e manter.[carece de fontes?]
A armadura lamelar aparece em muitas fontes históricas em soldados bizantinos, especialmente de cavalaria pesada (catafractários). Pensa-se que seria usada para dotar a armadura do cavaleiro duma superfície mais defletora, fazendo com que as lâminas deslizassem sobre ela em vez de embater diretamente e perfurar.[carece de fontes?] Estudos recentes de Timothy Dawson na Universidade da Nova Inglaterra, Austrália, sugerem que a armadura lamelar bizantina era significativamente superior à cota de malha.
Os baixos-relevos sumérios e do Antigo Egito que mostram soldados com armaduras têm sido apresentados como as primeiras representações de armaduras lamelares, particularmente nos condutores de bigas, mas os possíveis exemplos arqueológicos mais antigos deste tipo de armadura datam do tempo dos Assírios (circa 900–600 a.C.). Entre os restos arqueológicos de armaduras assírias (frequentemente escamas individuais ou sem ligação) há exemplos que podem claramente ser classificados como armaduras de escamas, bem como outros que parecem ser lamelares, mas tem-se revelado difícil determinar a função dum número elevado dos restos descobertos.[carece de fontes?]
Em que medida um ou outro tipo foi mais ou menos usado é tema de debate. A ocorrência mais antiga de armadura para a qual não há quaisquer dúvidas que era definitivamente do tipo lamelar foi encontrada na China — doze fatos de lamelas "lacadas" datados de ca. 433 a.C. foram desenterradas num túmulo em Sui-hsien, na província de Hubei.[carece de fontes?] A armadura lamelar foi usada por várias culturas a partir dessa época até ao século XVI. É o tipo de armadura geralmente associado com o usado pela classe dos samurais do Japão feudal, apesar de ter chegado ao Japão vindo da Coreia. É também associado à Mongólia, Rússia oriental, às tribos da Sibéria e aos Sármatas. Foram também encontradas provas do seu uso em vários países europeus.

## Armadura lamelar japonesa
A armadura lamelar chegou ao Japão cerca do século V d.C. A armadura pré-samurai nipónica era chamada keiko e tinha a forma dum casaco sem mangas e um elmo. O tipo de armadura que viria a ser associado às armaduras dos samurais começou a tomar forma em meados do período Heian (794–1185). No final desse período, as armaduras japonesas tinham evoluído para verdadeiras armaduras samurai chamadas Ō-yoroi. Eram feitas de centenas, ou mesmo milhares de peças de couro cru ou ferro conhecidas como kozane que eram lacadas e atadas em faixas, num processo muito demorado. Os dois tipos de "escamas" com que eram feitas as armaduras lamelares japonesas eram as hon kozane, feitas com peças (lamelas) mais pequenas e estreitas, e as hon iyozane, feitas com peças mais largas e maiores.[carece de fontes?]